# Concurso Internacional de Piano Hamamatsu
O Concurso Internacional de Piano Hamamatsu é realizado a cada três anos desde 1991 em Hamamatsu, Shizuoka, Japão, e é aberto a pianista de até trinta anos.

## História
O Concurso foi inaugurado em 1991 para comemorar o 80º aniversário da fundação da cidade de Hamamatsu em 1° de julho de 1911. O Concurso é membro da  Federação Mundial de Competições Internacionais de Música desde 1998.

## Vencedores dos principais prêmios
Os vencedores do 1º prémio são: 
- 1991 – Serguei Babayan
- 1994 – Victor Liadov
- 1997 – Alessio Bax
- 2000 – Alexandre Gavrylyuk
- 2003 – Rafal Blechacz, Polônia e Alexander Kobrin, Rússia (empate)
- 2006 – Alexej Gorlatch, Ucrânia
- 2009 – Seong-Jin Cho, Coreia do Sul
- 2012 – Ilya Rashkovsky, Rússia
- 2015 – Alexander Gadjiev, Itália/Eslovênia
- 2018 – Can Çakmur, Turquia